# Scila
Scila u grčkoj mitologiji je morsko čudovište, kći morskog boga Forkida koja je na morskom tjesnacu vrebala brodove koji bi prolazili i gutala ljude koji su bili na njima. Stanovala je u crnoj spilji jedne hridi, a svoje je prisustvo objavljivala strahovitim lajanjem koje preko pučine odzvanja kao glas kučeta. Protiv nje nije vredelo biti junakom jer nije moglo da joj se naudi. Od nje se moglo da se spase tako da se pobegne od nje.
Scila ima dvanaest nogu i šest zmijskih vratova na kojima se nalaze glave s tri reda gustih zuba koje rastvara da bi zgrabila žrtvu.

## Preobražaj
Prema Ovidiju, Scila je nekoć bila prekrasna nimfa. Glauk se ludo zaljubio u nju, ali ona je pobegla od njega na zemlju gde je on, kao morsko božanstvo, nije mogao da sledi. Zbog toga je bio depresivan. Otišao je čarobnici Kirki kako bi  je zatražio ljubavni napitak koji bi omekšao Scilino srce. No, Kirka se takođe zaljubila u Glauka, pa ga je obasipala slatkim rečima. Glauk ju je odbio, pa se ona strašno naljutila. Svoju je ljutnju ispoljila na Scili tako što je pripremila moćan otrov i izlila ga u bazen u kojem se Scila kupala. Kad je Scila ušla u vodu, pretvorila se u čudovište s dvanaest nogu, šest glava i tri reda zuba. Stajala je očajna, nije mogla da se pomeri, uništavala je sve što je prolazilo i do čega je mogla da dođe. Kad bi koji brod prolazio, svaka bi njena glava dohvatila jednog mornara.

## Scila i Haribda
Haribda je ležala na jednoj strani uzanog kanala, a na drugom je bila Scila. Dve strane bile su u dometu strele jedna drugoj, toliko blizu da su mornari morali da nalete na barem jednu od njih. Od tuda i metafora "Scila i Haribda", za dva zla koja ne mogu da se izbegnu.

## Geografska lokacija
Tradicionalno se Scilina lokacija povezuje s Mesinskim zalivom na sicilijskoj obali u obliku stene. Onde se stvara vir (Haribda), ali je retko opasan. Druga je moguća lokacija rt Scila u severnoj Grčkoj.